# Мухаммад-нуцал IV
Мухаммад-нуцал IV, також відомий, як Нурсал-бек, Нурсал-бег, Нурсал-бей, Мерсел-хан на прізвисько Хоробрий, (1730 або 1731, Хунзах — 1774, Шемаха) — правитель Аварського ханства з 1735 по 1774 рік із династії нуцалів, батько Умма-хана Аварського.
Як представник аварських нуцалів Мухаммад обійняв престол у 5-річному віці. Правив разом із братом Мухаммад-Мірзою, проте реальна влада в ханстві належала Мухаммад-нуцалу. За іншою версією, через їхнє малолітство, ханом став якийсь Нуцал-хан II, який правив до 1744, а після нього ханом був Махмуд-хан I. Одним із головних досягнень Мухаммад-нуцала стало об'єднання аварських земель навколо Аварського ханства. Мухаммад-нуцал відіграв важливу роль у розгромі військ Надер Шах, також він часто турбував Грузію своїми набігами. У 1772 Мухаммад-нуцал втрутився в конфлікт між азербайджанськими ханами, і в результаті, після однієї з битв, був убитий під час переговорів.

## Ранні роки
Мухаммад-нуцал народився 1730 чи 1731 року у Хунзахе. Як пише анонімний автор у пам'ятних записах у першій половині XIX століття, «в Умма-хана народився Мухаммад-нуцал». За хунзахськими переказами, цей Мухаммад-нуцал був сином Умма-хана на прізвисько Старший Булач, сина Дугру-нуцала. Спираючись на письмові джерела і залучаючи названі перекази, можна висловити, однак, припущення, що Мухаммад-нуцал IV був сином Умма-хана, сина Булача, сина Дугрі-нуцала II.
У 1735 Умма-хан був смертельно поранений у поході проти тарковського шамхалу і за деякий час помер від ран.

## Родина

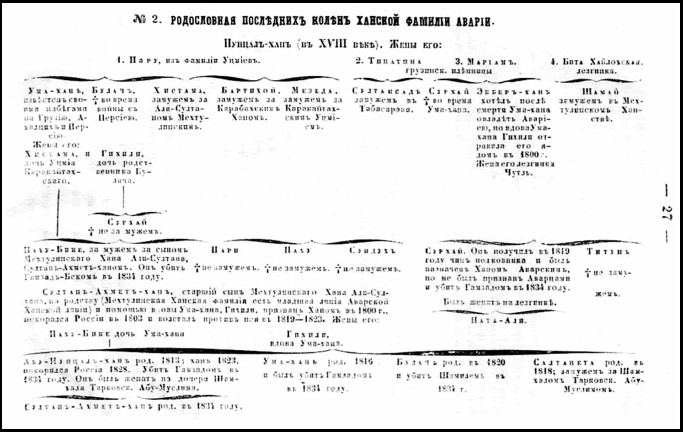
Генеалогічна схема аварських ханів, починаючи від Мухаммад-нуцала (зазначений як Нуцал-хан) і закінчуючи останніми нуцалами. Упоряд. А. П. Берже.

Вовк зі штандартом — родовий прапор аварських нуцалів

У 1741 році в Хунзасі ховалися члени сім'ї кайтазьких уцміїв, що втекли від військ Надер Шаха, які вторглися в їхні землі. Між аварським та кайтазьким правлячими сім'ями виникли теплі стосунки, результатом яких став шлюб між Мухаммад-нуцалом і Баху — дочкою вже покійного на той час Хан-Мухаммада, сина кайтазького уцмія Ахмад-хана. Мухаммад-нуцал, у свою чергу, видав свою сестру Баху-Меседу за сина сина уцмія Амірхамзу.

## Зовнішня політика

### Війна з Іраном

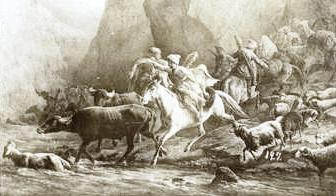
Повернення з набігу

Так, у вересні, ханські війська розгромили 20-тисячний шахський загін в Аймакінській ущелині, після чого нуцал попрямував до Андалала та остаточно вигнав персів з Аварії.

### Війна з Кахетією
У 1751 об'єднане військо дагестанських феодалів і Шакі-Шірвана завдало поразки грузинським військам. Це було першою серйозною поразкою Теймураза та Іраклія. За даними Буткова П. Г. у 1752/1753 прийшов у Грузію з лезгінським військом Мерсел-Хан аварський та оточив фортецю Мчадіс-Джварі. Цар Теймураз у першій битві з ним розбив і прогнав лезгінів, але лезгіни потім, збираючись у Гартіскарі, не припиняли здійснювати набіги на Грузію. Цар Іраклій припинив їм дорогу і всіх винищив.

За даними з грузинських джерел, у 1754 році в битві при Мчадіджварі, цар Кахетії Іраклій II здобув перемогу над дагестанцями, що вторглися в Грузію, на чолі з якимсь Нурсал-бегом. Цей хунзахський володар із великим військом вторгся в Грузію, пройшов Кахетію, грабуючи і знищуючи все на своєму шляху, переправився через Арагві, вступив у Картлі і обложив Мчадісджварську фортецю, що прикривала Мухрано-Душетську дорогу в ущелині річки Нарекваві. Біля стін цієї фортеці відбулася жорстока битва; ворог, зазнавши тяжких втрат, змушений був відступити. Але радість великої перемоги, здобутої над хунзахським володарем, затьмарювали безперервні дрібні набіги.
В 1755 году противник вновь вторгся в Грузию с большими силами. Хундзахский владетель жаждал отомстить за поражение у Мчадисджвари. Нурсал-бек собрал большое войско; в надежде на легкую наживу к нему присоединились многие дагестанские феодалы. С многочисленным войском Нурсал-бек подступил к Кварели. Двадцатитысячный отряд неприятеля осадил мощную Кварельскую крепость.

Грузины не обладали такими силами, чтобы вступить в открытый бой с многочисленным войском Нурсал-бека. Защитники крепости находились в тяжелом положении, необходимо было поднять их дух и прислать гарнизону подкрепления. Ираклий II решил направить в осажденную крепость вспомогательный отряд. Осуществить этот план могли только отважные и самоотверженные люди. Двести шесть смельчаков вызвались совершить этот героический подвиг; все они, за исключением девяти тавадов и азнауров, были крестьяне. Ночью вспомогательный отряд выступил из Кизики, переправился через Алазань и, бесшумно сняв вражеские посты, с боем прорвался к крепости. Вспомогательный отряд доставил осажденным большое количество пороха. Теперь крепость могла успешно выдержать длительную осаду.

Послав в Кварельскую крепость вспомогательный отряд, Ираклий одновременно сформировал из наиболее смелых и искусных всадников-кизикцев конную группу и бросил ее против Чари. Военный маневр Ираклия удался: чарцы покинули войска, осаждавшие Кварельскую крепость, и поспешили на защиту своих деревень. Их примеру последовал Какский султан, владениям которого также угрожал грузинский отряд, направленный в Чари. Видя, как тают силы осаждавших, нухинский хан также снял свой отряд и поспешил возвратиться в свою страну. В результате одно крыло осаждавших значительно поредело. Опасаясь разгрома, дагестанский владетель Сурхай-хан тоже покинул своего союзника и отправился восвояси. Вскоре Нурсал-бек и шамхал тарковский сняли осаду Кварельской крепости..
У 1756—1760 роках було скоєно кілька набігів аварських та лакських феодалів на Кахетію та Картлію.

### Відносини з Росією
У 1753 Магомед-нуцал-хан аварський звернувся з проханням про прийняття його в російське підданство.
Згідно з Волковою, у XVII столітті і значно пізніше, в першій чверті XIX століття деякі чеченські суспільства перебували в політичній залежності від аварського хана. У квітні 1758 року, на заклик повсталих чеченців на допомогу їм, прийшли добровольчі загони андійців, аварців, ендірейських та аксайських кумиків.
У листі кизлярському коменданту Фрауендорфу, отриманому 21 травня 1758 року, Мухаммад-нуцал мотивував своє негативне ставлення до передбачуваних репресій царської влади проти чеченців: «а що стосується до руйнування чеченців, то не бажаю, бо з них мої беремо, а якщо в руйнування тих чеченців приведете, то й наші податі пропадуть, а для давньо заснованої нашої з вами дружби і спорідненості до примирення тих чеченців я приведу».

### Війна з Фаталі-ханом
Водночас, у Ширвані почало набирати силу Кубинське ханство. У 1765 Фаталі-хан Кубинський захопив Дербент, а в 1768 зайняв Шемаху. Шемахинський правитель Агасі-хан утік у Карабах, де зібрав загін. Він навернув на свій бік шекінського Гусейн-хана та Мухаммад-нуцала, які не бажали посилення Фаталі-хана. Аварський нуцал прислав озброєний загін під проводом свого брата Мухаммада-Мірзи та його сина Булача (за іншою версією він Булач Молодший, брат Мухаммада-нуцала та Мухаммад-Мірзи). У битві між Гусейн-ханом, Агасі-ханом та аварськими нуцалами з одного боку, і Фаталі-ханом, з іншого, перші були розбиті, Мухаммад-Мірза і його син Булач загинули, Гусейн-хан утік у Шекі, а Агасі-хан у Котеван.
Бутков П. Г. у своїх «Матеріалах для нової історії Кавказу» пише, цар Грузії — Іраклій II і Фаталі-Хан є союзниками і що якийсь аварський Нурсал-Бей (Мерсел-Хан), восени 1773 року, зібравши велику кількість війська з лезгінів, напав на Кізік але не встиг у своїй зухвалості; бо лезгіни були розбиті князем Ревазом Андроніковим, кизицьким моуравом, і Нурсал-Бек врятував своє життя тільки втечею. Аварський власник до цього заходу запрошував і кумицьких власників, але ті, за письмовим повідомленням Фаталі-Хана начальства російського у жовтні 1773 року, від того утримані забороною.
У 1774 році Мухаммад-нуцал сам виступив проти Фаталі-хана і спільно з шемахінським Агасі-ханом йому вдалося заволодіти Шамахою. Однак, незабаром, на чолі з набраним у своїх володіннях силами та загоном бакинського Меліка Мухаммад-хана, Фаталі-хан, також найнявши акушинців рушив до Ширвану. Аварський нуцал та Агасі-хан рушили назустріч Фаталі-хану і вступили з ним у бій. Військо Агасі-хана зазнало поразки і втекло, а нуцал вирішив продовжити бій, але під кінець був розбитий. Не бачачи благополучного результату бою аварський нуцал запропонував переговори, на що погодився Фаталі-хан і запросив Магомед-Нуцала до себе для переговорів. Де під час переговорів він був убитий акушинцями. За версією Т. Айтберова, нуцал був убитий не від рук акушинців.
Після загибелі Мухаммад-нуцала на престол зійшов його старший син Умма-хан. Бажаючи помститися за смерть свого батька, новий правитель Аварії почав готувати похід проти Фаталі-хана. Зібравши 4-тисячне військо в місцевості Гавдушан біля міста Худат, він розгромив 8-тисячний загін кубинського хана і змусив його втікати. Активна зовнішня політика, яку проводив Умма-хан Аварський, незабаром призвела до того, що кубинський хан і багато інших закавказьких правителів стали платити йому щорічну данину, з тією лише умовою, щоб він не грабував їхнього володіння.